# Guitarra latina

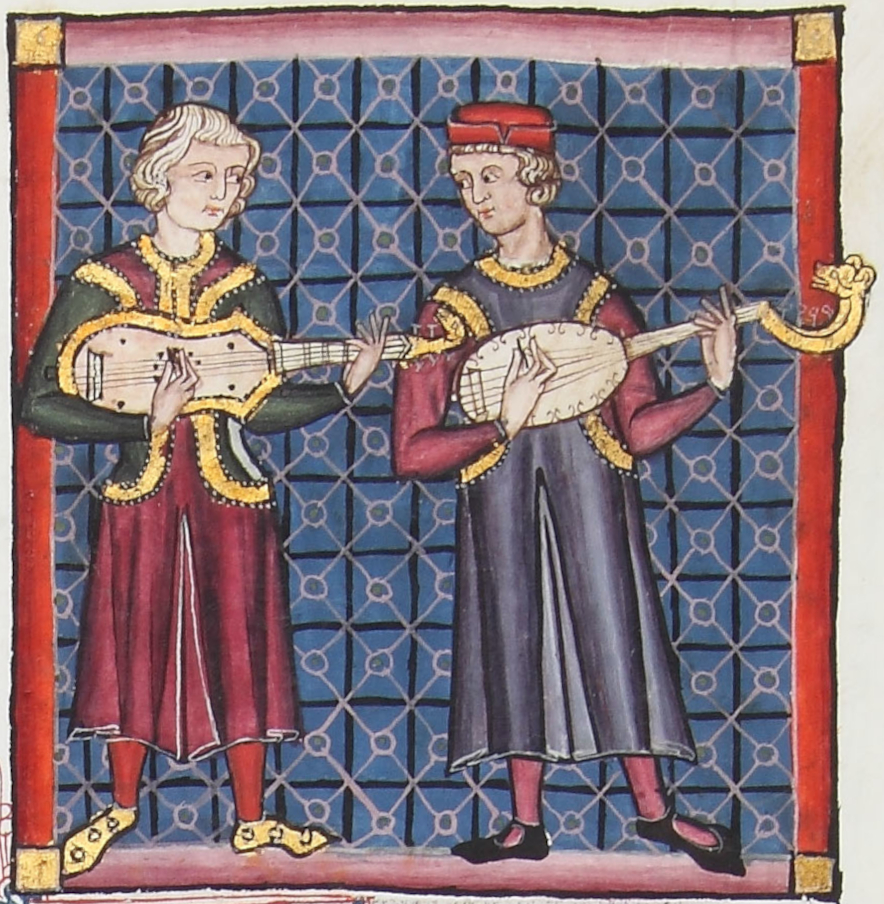
Guitarra latina (izquierda) y guitarra morisca (derecha)

La guitarra latina es un instrumento de cuerda pulsada del periodo medieval. Posee cuerdas de un solo orden y es normalmente punteada con una pluma. Este tipo de guitarra con lados curvados es ilustrada en las Cantigas de Santa María, donde se muestra también la guitarra morisca de caja oval.